# Солонар Максим Володимирович
Макси́м Володи́мирович Солона́р (28 січня 1994 — 16 жовтня 2014) — солдат Збройних сил України. Учасник війни на сході України.

## Життєпис
Народився 1994 року в селі Ярошівка (Катеринопільський район, Черкаська область). Закінчив школу, Черкаський політехнічний технікум — відділення обслуговування транспортних засобів, здобув спеціяльність «Обслуговування та ремонт автомобілів і двигунів».
2013 року після закінчення навчання призваний на строкову військову службу до ЗСУ, снайпер, розвідувальна рота 17-ї окремої танкової бригади, потім перейшов на службу за контрактом.
З кінця серпня 2014-го в зоні бойових дій, розвідник, розвідувальна рота, 17-а окрема танкова бригада.
16 жовтня 2014-го загинув під час виконання бойового завдання поблизу н. п. Троїцьке, Луганська область, за іншими даними — в районі міста Артемівськ Донецької області, за ще іншими даними — в районі міста Попасна.
Похований в селі Іванівка, Новоархангельський район.
Без Максима лишились батьки і сестра.

## Нагороди
- орден «За мужність» III ступеня (23.5.2015, посмертно)
- Його портрет розміщений на меморіалі «Стіна пам'яті полеглих за Україну» у Києві: секція 4, ряд 4, місце 41
- у Ярошівській загальноосвітній школі відкрито меморіальної дошки на честь Солонара Максима
- Меморіальна дошка на честь Максима Солонара відкрита у Черкаському політехнічному технікумі
- Вшановується в меморіальному комплексі «Зала пам'яті», в щоденному ранковому церемоніалі 16 жовтня[1]